# Fanny Kemble

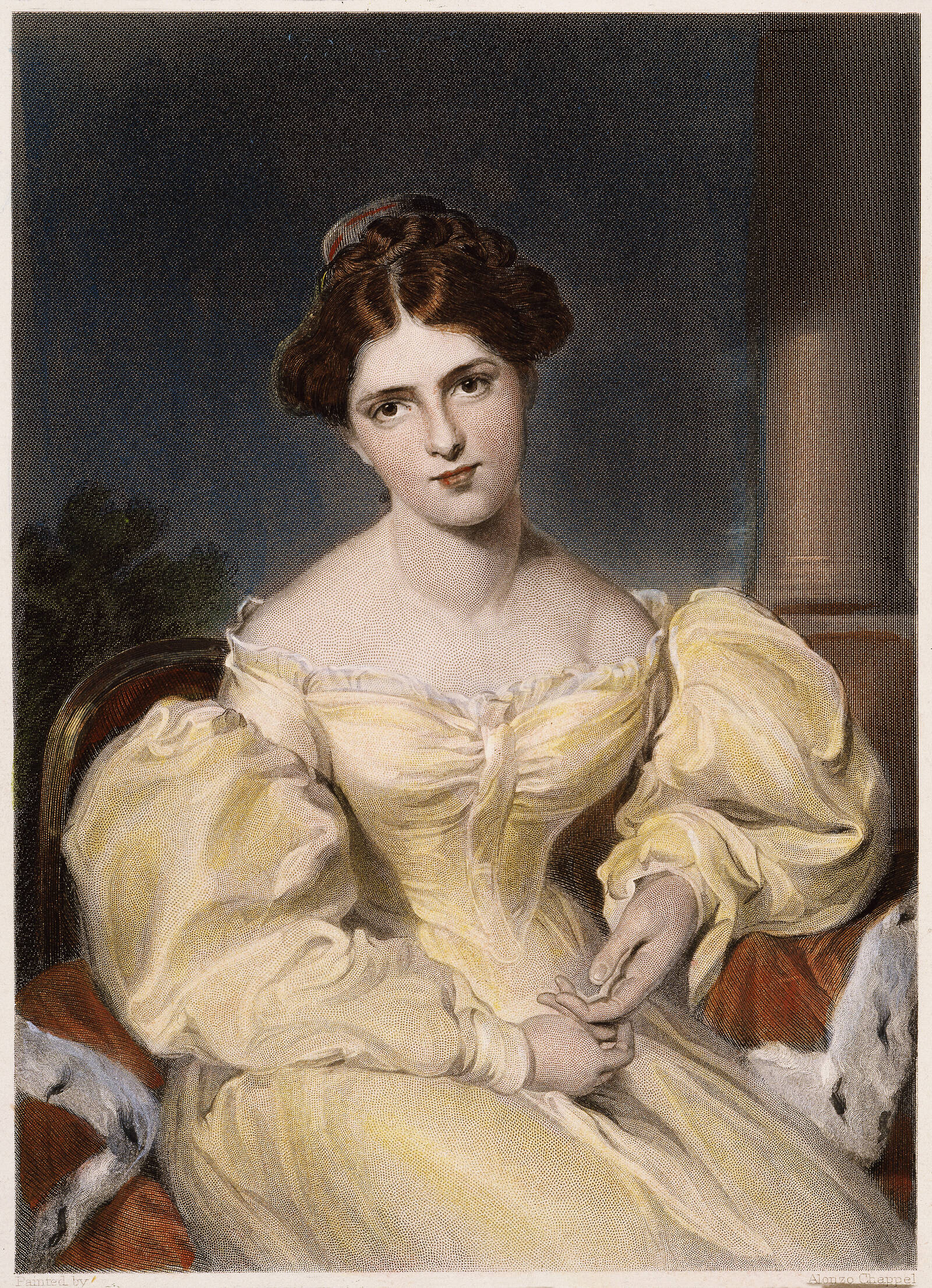
Fanny Kemble

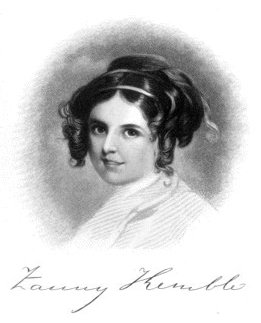
Fanny Kemble

Frances Anne Kemble, genannt „Fanny Kemble“ (* 27. November 1809 in London; † 15. Januar 1893 ebenda) war eine britische Schauspielerin, Schriftstellerin und Abolitionistin.

## Leben
Kemble entstammte einer Dynastie von Schauspielern. Sie war die älteste Tochter des Schauspielers Charles Kemble und dessen Ehefrau Maria Theresa, geb. Ducamp. Ihre Geschwister waren u. a. die Opernsängerin Adelaide Kemble und der Historiker John Mitchell Kemble; die Schauspielerin Sarah Siddons ihre Tante.
Ihren ersten künstlerischen Unterricht bekam Kemble durch ihre Eltern. Im Alter von zwölf Jahren schickte man sie 1821 für eine weitergehende Ausbildung nach Paris. Dort lebte sie in einer Art Internat und lernte an Mrs. Lamb’s Academy (Rue d’Angoulême, 11. Arrondissement) Zurück in London hatte Kemble erste kleine meist stumme Rollen bei Auftritten unter der Regie ihrer Eltern. Am 26. Oktober 1829 konnte sie dann nach nur drei Wochen Proben ihr Debüt als „Julia“ geben; Theaterkritiker wie auch Publikum zeigten sich begeistert.
Im Sommer 1832 startete sie zusammen mit ihrem Vater zu einer großen Tournee in den USA. 1833 besuchte Kemble den Ingenieur George Stephenson in Quincy (Massachusetts), der dort eine der ersten Bahnstrecken der USA fertigstellte. Kennengelernt hatte sie Stephenson bereits 1829, als sie zusammen mit ihren Eltern beim Rennen von Rainhill (→Liverpool and Manchester Railway) besuchte.
Für einige Zeit wohnte Kemble in Philadelphia (Pennsylvania) und machte dort die Bekanntschaft des Politikers Pierce Mease Butler (1810–1867). Butler war der Enkel von Pierce Butler, einem der Gründungsväter der Vereinigten Staaten. Am 7. Juli 1834 heiratete Kemble Butler in Philadelphia und hatte mit ihm zwei Töchter, Frances (* 1834) und Sarah (* 1835). Prinzipiell wusste Kemble, wie das Vermögen der Familie entstanden war, aber als sie im Winter 1838/1839 zum ersten Mal mit der Sklaverei auf ihren Plantagen  in Georgia konfrontiert wurde, war sie entsetzt.
An den kontroversen Einstellungen zur Sklavenhaltung scheiterte die Ehe. Das Ehepaar trennte sich 1840. Kemble kehrte mit ihren beiden Töchtern nach London zurück. Nach einer langwierigen und schmutzigen Scheidung im darauffolgenden Jahr verlor Kemble das Sorgerecht für beide Töchter an ihren Ex-Ehemann. Zur Erholung reiste Kemble 1841 nach Italien, nach dieser Reise entstand ihr erster Reisebericht.
1847 kehrte Kemble für eine Solo-Tournee in die USA zurück und brillierte dabei vor allem mit Shakespeare-Lesungen. Durch diese Tournee konnte sich Kemble ein Haus in Lenox (Berkshire County, Massachusetts) leisten. Von dort aus unternahm sie Lesereisen oder trat bei wohltätigen Veranstaltungen auf. 1877 kehrte Kemble für immer nach Großbritannien zurück und ließ sich in der Nähe ihrer jüngeren Tochter Frances nieder. Diese hatte 1871 in Georgia den englischen Pastor James Leigh geheiratet. Fanny Kembles ältere Tochter war mit dem Mediziner Owen Jones Wister verheiratet, ihr einziger Sohn war der Schriftsteller Owen Wister.
Kemble wurde bald schon ein geschätztes Mitglied der Londoner Gesellschaft und sie trat gelegentlich mit Lesungen auf. Angeblich soll der Schriftsteller Henry James Teile von Kembles Familiengeschichte in seinem Roman „Washington Square“ verarbeitet haben.
Im Tafelservice berühmter Frauen von Vanessa Bell und Duncan Grant von 1934 ist ein Teller Fanny Kemble gewidmet.

## Werke (Auswahl)
Autobiographisches
- Journal of a residence in the United States. London 1834.
- Journal of a residence on a Georgian plantation in 1838-1839. London 1863.[4]
- Records of a girlhood. New York 1879.[5]

- Records of a later life. New York 1882.[6]

Lyrik
- Poems. Boston 1859 (EA London 1844)

Reisebericht
- A year of consolation. A book of Italian travel. London 1847. (2 Bände)
- Far Away and Long Ago. London 1889.

Sachbuch
- Notes upon some of Shakespeare's plays. London 1882.

Theaterstücke
- Francis I. A drama. London 1832.
- The Star of Seville. A drama. London 1837.
- Plays. London 1864.[7]

## Rollen (Auswahl)
- Julia – Romeo und Julia (William Shakespeare)
- Portia – Der Kaufmann von Venedig (William Shakespeare)
- Beatrice – Viel Lärm um nichts (William Shakespeare)
- Lady Teazle – The School for Scandal (Richard Brinsley Sheridan)

## Verfilmung
- Der Regisseur James Keach schuf 2000 den Film Enslavement. The true story of Fanny Kemble mit Jane Seymour in der Hauptrolle.